# Cheiropachus quadrum
Cheiropachus quadrum is een vliesvleugelig insect uit de familie Pteromalidae. De wetenschappelijke naam is voor het eerst geldig gepubliceerd in 1787 door Fabricius.

## Kenmerken
Cheiropachus quadrum is 3 tot 5 mm lang en glinsterend groenachtig of koperkleurig. De samengestelde ogen zijn roodachtig glinsterend. De buik loopt taps toe naar achteren. De transparante voorvleugels hebben elk twee grotere donkerbruine vlekken op de voorrand, die duiden op twee banden die in het midden worden onderbroken wanneer de vleugels worden teruggevouwen. Daarnaast hebben de voorvleugels aan de voorrand een verdikte bruine vleugelader. Het eerste verlengde antennesegment is geelbruin, terwijl de volgende antennesegmenten donker gekleurd zijn. De femora en tibia zijn geelbruin tot donker van kleur, de tarsi zijn geel.

## Voorkomen
Cheiropachus quadrum komt bijna wereldwijd voor. De soort komt voor in het Palearctisch gebied, in het Nearctisch gebied en in de Neotropen. Het is wijdverbreid in Europa. Hun voorkomen varieert van Scandinavië tot Noord-Afrika. De komt ook voor in Groot-Brittannië.

## Levenswijze
Cheiropachus quadrum parasiteert larven van verschillende kevers, met kevers uit de families Scotylinae en Bostrichidae. Ze verschijnen meestal begin april. De periode van het leggen van eieren een volwassen insect duurt ongeveer 20 dagen. Cheiropachus quadrum wordt beschouwd als een van de belangrijkste parasieten van Phloeotribus scarabaeoides, een kever die olijfbomen (Olea europaea) in Zuid-Spanje teistert. Andere bekende waardsoorten zijn de Agrilus sulcicollis, Scolytus intricatus, Scolytus multistriatus en de Scolytus scolytus. Vanwege zijn gastheersoort wordt de Cheiropachus quadrum beschouwd als een nuttige soort waarvan het fokken en verenigbaarheid met insecticiden een onderzoeksonderwerp is.